# Jopen Mooie Nel
Jopen Mooie Nel is een India Pale Ale van de Haarlemse brouwerij Jopen, die in 2012 op de markt werd gebracht. Het bier staat buiten Nederland bekend als Jopen North Sea IPA. De naam Mooie Nel verwijst naar de gelijknamige watervlakte tussen Haarlem en Spaarndam. Het bier wordt gebrouwen met gerstemout, haver, hop (Cascade, Citra, Simcoe) en gist.

## Kenmerken
Jopen Mooie Nel is een bovengistend bier met een alcoholpercentage van 6,5%. Het heeft een uitgesproken hoppig en fruitig karakter met een bittere afdronk. De gebruikte hopsoorten, Cascade, Citra en Simcoe, geven het bier tonen van citrus en tropisch fruit. De bitterheid bedraagt 70 EBU.
Het bier was aanvankelijk verkrijgbaar op fles en fust. Sinds 2021 is het bier ook in blik verkrijgbaar.

## Erkenning
Jopen Mooie Nel heeft door de jaren heen meerdere nationale en internationale onderscheidingen ontvangen. Het bier wordt geprezen om zijn smaak en kwaliteit.

### Nationaal
In Nederland heeft Jopen Mooie Nel een reeks onderscheidingen verzameld, met name tijdens de Dutch Beer Challenge. In 2015 ontving het bier een gouden medaille en werd het ook uitgeroepen tot 'Het beste bier van Nederland'. Het succes bij deze competitie zette zich voort in 2016 met wederom een gouden medaille. In 2018 en 2019 ontving het bier achtereenvolgens een zilveren medaille. Meest recentelijk, in 2023, ontving Jopen Mooie Nel een bronzen medaille tijdens de Dutch Beer Challenge.
Daarnaast werd in 2017 Jopen Mooie Nel door de NH Bierverkiezing bekroond als 'Het beste lichte bier van Noord-Holland'. Bij de publieksverkiezing eindigde het bier op de tweede plaats bij 'Het populairste bier van Noord-Holland 2017'.

### Internationaal
In 2015 behaalde het bier een zilveren medaille bij de World Beer Awards in de categorie 'IPA: American Style'. Het succes werd voortgezet in 2016, toen het een gouden medaille won bij de Dublin Craft Beer Cup. In datzelfde jaar werd Jopen Mooie Nel bij de Brussels Beer Challenge bekroond met de titel 'European Revelation', waarmee het als een van de beste bieren van Europa werd erkend. Daarnaast won het een zilveren medaille tijdens de Nordic Beer Challenge in 2016 en in 2017 werd het onderscheiden met een bronzen European Beer Star in de categorie ‘Traditional India Pale Ale’.
In 2019 werd het bier uitgeroepen tot 'Country Winner' in de categorie 'India Pale Ale' bij de World Beer Awards. In 2020 werd het succes voortgezet met een gouden medaille bij de Meininger's International Craft Beer Award. Tot slot werd in 2021 nog een bronzen medaille behaald bij de Brussels Beer Challenge in de categorie 'American IPA (Less than 6.5 ABV)'.